# 588 Achilles
För andra betydelser, se Akilles (olika betydelser).

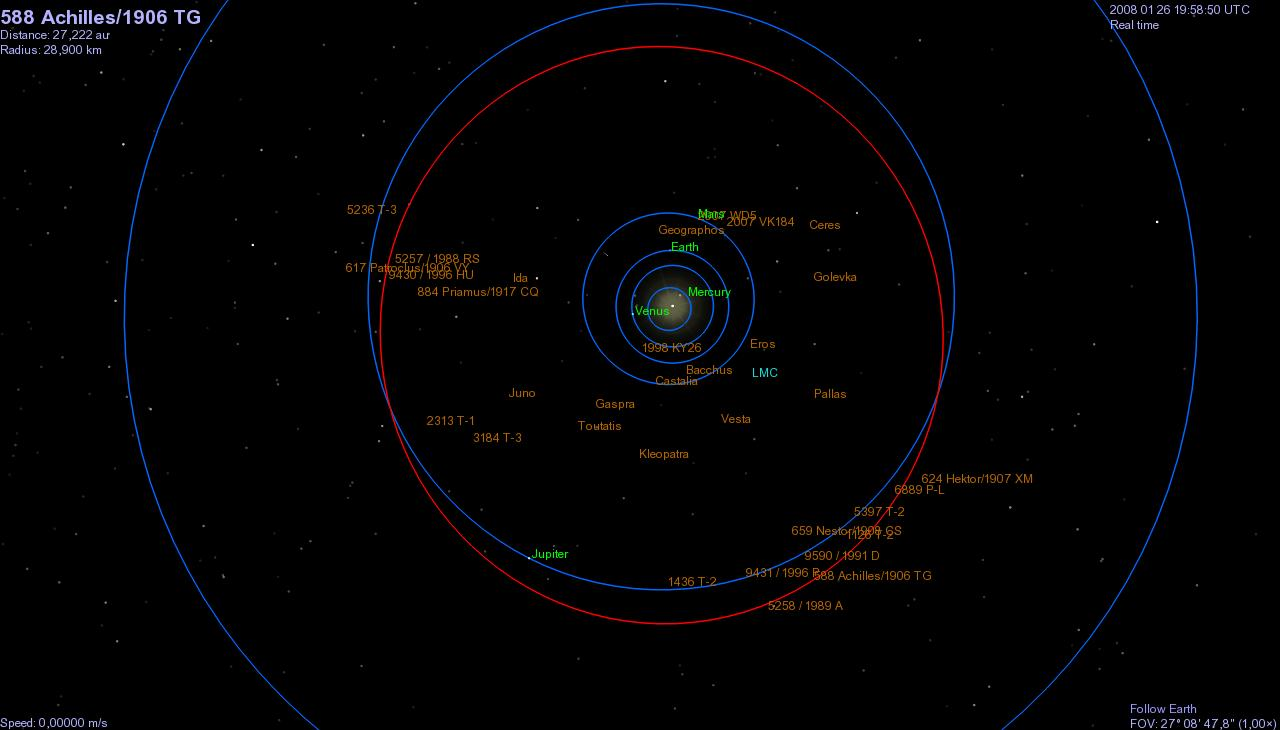
588 Achilles

588 Achilles eller 1906 TG är en asteroid upptäckt 22 februari 1906 av den tyske astronomen Max Wolf i Heidelberg. Detta var den första trojanska asteroiden som upptäcktes och uppkallades efter Akilles, en hjälte i Iliaden. Dess omloppsbana ligger i Solen-Jupiter-systemets lagrangepunkt L4.
Efter att några asteroider av denna typ blivit upptäckta etablerades regeln att asteroider i L4 skulle ta namn från de grekiska hjältarna i Iliaden medan asteroider i L5 skulle benämnas efter trojanska hjältar. När detta hade bestämts hade redan 624 Hektor och 617 Patroclus placerats i fel läger.